# Calanticaria
Calanticaria, biljni rod iz porodice glavočika (Compositae) smješten u podtribus Helianthinae, dio tribusa Heliantheae.
Ovo je rod opisan tek 2002. godine revidiranjem klasifikacije podplemena Helianthinae, u koji je smješteno 5 vrsta iz roda Viguiera ser. Brevifolieae.. Sve vrste su meksički endemi.

## Vrste
1. Calanticaria bicolor (S.F.Blake) E.E.Schill. & Panero
2. Calanticaria brevifolia (Greenm.) E.E.Schill. & Panero
3. Calanticaria greggii (A.Gray) E.E.Schill. & Panero
4. Calanticaria inegii (S.González, M.González & Rzed.) E.E.Schill. & Panero
5. Calanticaria oligantha (S.González, M.González & Rzed.) E.E.Schill. & Panero

## Sinonimi
Nema.